# Maratus astarte
Espèce
Maratus astarte est une espèce d'araignées aranéomorphes de la famille des Salticidae.

## Distribution
Cette espèce est endémique du Great Southern en Australie-Occidentale,. Elle se rencontre vers Denmark.

## Description
Les mâles mesurent de 3,7 à 3,8 mm et la femelle 5,2 mm.

## Systématique et taxinomie
Cette espèce a été décrite par Otto et Hill en 2025.

## Étymologie
Son nom d'espèce lui a été donné en référence au lieu de sa découverte, Astartea Glade.

## Publication originale
- Otto & Hill, 2025 : « Two new peacock spiders in the Maratus vespa group of southwestern Australia (Araneae: Salticidae: Euophryini: Australphryni). » Peckhamia, vol. 335.1, p. 1-58 (texte intégral).